# Alessandro Zaninelli
Alessandro Zaninelli (Soave di Porto Mantovano, 26 febbraio 1959) è un allenatore di calcio ed ex calciatore italiano, di ruolo portiere.

## Carriera

### Giocatore
Dopo aver iniziato a prendere confidenza con il pallone nel Soave, Zaninelli entra nelle giovanili del Mantova nelle cui file inizia la sua carriera professionistica esordendo a 17 anni in Serie C. Viene poi convocato per la rappresentativa azzurra Under-21 Serie C.
Lo acquista la Roma che lo gira al Parma per un'esperienza solo annuale. Quindi arriva il debutto nella massima serie con il Catanzaro dove milita per tre stagioni in Serie A (1980-1981, 1981-1982 e 1982-1983).
Con la retrocessione del Catanzaro in Serie B, si trasferisce nell'Avellino, dove ha incomprensioni con l'allenatore Ottavio Bianchi e un infortunio che lo mette fuori causa per otto mesi, al termine dei quali scende in Serie C1 con la SPAL. Nel 1985-1986 riapproda all'Avellino: per lui in due anni solo un'apparizione in campo per via della contemporanea assenza per infortunio sia di Coccia che di Di Leo.
Nel 1987-1988 viene acquistato dal Torino: anche qui colleziona solo una presenza  (in Coppa Italia, contro il Catanzaro, a Catanzaro) chiuso da Fabrizio Lorieri.
A seguire tre campionati in Serie B nel Brescia, inizialmente come riserva di Ivano Bordon e poi da titolare a partire dal termine della prima stagione, dove gioca le ultime 14 partite da titolare subendo 1 gol nelle ultime 6 partite di campionato e risultando così decisivo per portare la squadra ai Play out; nei Play out parerà due dei tre rigori battuti dall'Empoli e la squadra si salverà con un 3-0 dopo i calci di rigore. Titolare giocando tutte e 38 partite la stagione successiva, nell'ultima stagione con le Rondinelle resterà fuori dal campo da novembre a marzo totalizzando lo stesso 25 presenze.
Conclusa l'esperienza bresciana, Zaninelli indossa per un paio di stagioni la maglia gialloblù dell'Hellas Verona e nell'annata 1993-94 sceglie di vivere un'esperienza diversa al di fuori del calcio italiano trasferendosi a Malta nell'Hamrun Spartans, un'esperienza che si conclude dopo un anno {{https://timesofmalta.com/article/judges-confirm-judgment-against-goalkeeper-who-abandoned-match.206044%7Ccon la rescissione del contratto e l'instaurazione di una causa civile per il mancato pagamento degli emolumenti.}}
Tornato in Italia, chiude la carriera rivestendo la maglia del Mantova ancora per due anni.

### Allenatore
Ritiratosi, si occupa della preparazione dei portieri del Mantova. In seguito entra nello staff tecnico giovanile del Montichiari guidandone alcune formazioni giovanili, fino alla chiamata avvenuta nel settembre 2008 sulla panchina del Cluj come vice di Maurizio Trombetta, fino all'esonero di quest'ultimo avvenuto nel dicembre dello stesso anno. Nel novembre 2011, sempre come vice di Trombetta, allena la squadra rumena del Târgu Mureș (Liga 1) fino alla conclusione del girone di andata.

## Palmarès

### Giocatore
- Torneo Estivo: 1

Avellino: 1986